# Microklimaat

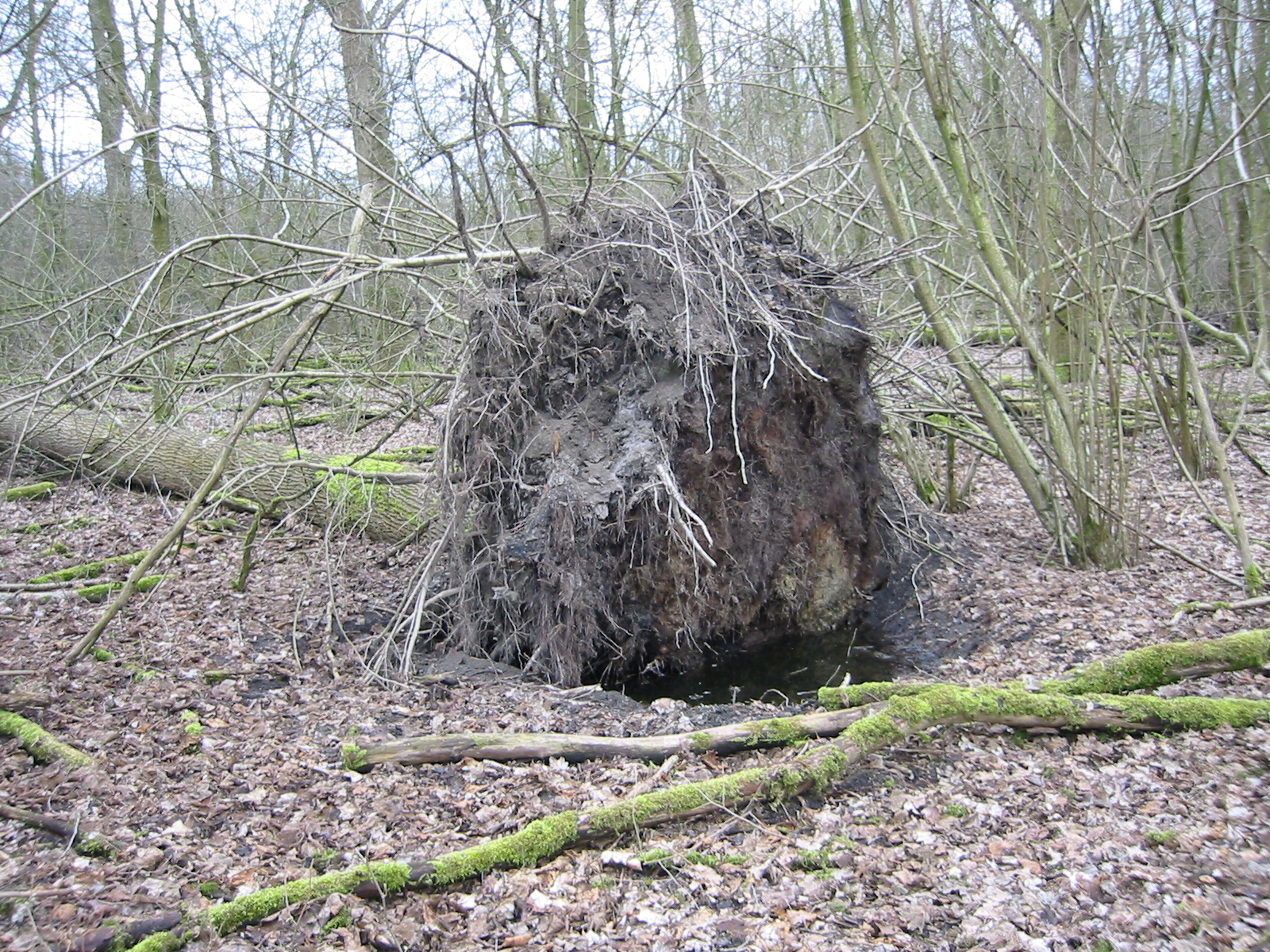
Omgevallen boom

Van een microklimaat is sprake als de omstandigheden op een kleine schaal anders zijn dan je op basis van het klimaat zou verwachten. Dit wordt veroorzaakt door de geografie, begroeiing, overheersende windrichting en soms ook menselijk ingrijpen, zoals stedelijke bebouwing. Dit beïnvloedt de temperatuur, aantal zonuren en neerslaghoeveelheid.

## Invloed van bergen
Bergen en dalen veroorzaken verschillende microklimaten op hun hellingen. De temperatuur neemt af met de hoogte terwijl de neerslag toeneemt. Daarbij zal een kant van een berg of gebergte de meeste neerslag opvangen, terwijl de andere kant hierdoor in de regenschaduw ligt en veel droger is. Ook speelt het een grote rol in hoeverre een berghelling of dal blootstaat aan de overheersende wind- en zonrichting. Bovendien kunnen koude winden en warme valwinden zoals de föhn en de chinook (en eventuele beschutting hiertegen) het microklimaat beïnvloeden. Hierdoor kunnen in gebergten de klimatologische omstandigheden binnen afstanden van enkele kilometers radicaal verschillen. Het Kleinwalsertal in Oostenrijk ontvangt bijvoorbeeld door de ligging naar verhouding grote hoeveelheden sneeuw, terwijl Ticino aan de zuidkant van de Alpen door de beschutting tegen noordenwinden een warmer klimaat kent.

## Invloed van oppervlaktewateren
Oppervlaktewater zoals de zee, meren en rivieren hebben over het algemeen een matigende invloed op de temperatuur. Bovendien is de luchtvochtigheid meestal hoger. Een typisch voorbeeld is het klimaat van San Francisco, dat door de nabijheid van de zee, windrichtingen en zeestromingen een koeler en vochtiger klimaat heeft dan de omgeving. Op warme zomerdagen warmt het land op en stijgt de lucht op, waardoor koele lucht van zee wordt aangezogen en een zeewind gaat waaien. Deze zeewind veroorzaakt een temperatuursverschil van enkele graden over een afstand van soms minder dan een kilometer.

## Invloed van bebouwing
Ook menselijke activiteiten beïnvloeden het microklimaat. Donker asfalt en donkere daken absorberen meer zonnewarmte, die bovendien 's nachts wordt uitgestraald en tussen gebouwen kan blijven hangen. Hierdoor zijn stadscentra gemiddeld enkele graden warmer dan omliggende gebieden en parken, wat voor fietsers en voetgangers vaak duidelijk te voelen is. Bovendien wordt het regenwater niet meer vastgehouden waardoor dit wegloopt via afvoergoten en riolen. Hierdoor is de luchtvochtigheid ook naar verhouding lager. Dit verschijnsel wordt het hitte-eilandeffect genoemd. Bovendien kan de warme lucht in de juiste omstandigheden een plaatselijk lagedrukgebied veroorzaken waardoor vochtige lucht van omringende gebieden wordt aangezogen, verwarmt, opstijgt, en uitregent. Dit veroorzaakt een toename van de hoeveelheid neerslag.
Steden met een groot hoogteverschil kennen meer uitgesproken microklimaten, met temperatuurverschillen tot wel 5 of 10 graden Celsius tussen verschillende wijken. De zijde van de helling en de mate van beschutting spelen hier mede een rol.

## Invloed van bossen
Bossen werken over het algemeen een constante temperatuur en hoge luchtvochtigheid in de hand doordat het bladerdak de zon tegenhoudt en zowel bladeren als andere begroeiing vocht vasthoudt. Wanneer daarentegen de bomen gekapt worden, zullen wind, regen en zon vrij spel hebben, leidend tot grotere temperatuurvariaties en een lagere luchtvochtigheid. Water wordt slechter vastgehouden en loopt weg. Het kan jaren duren voor het bos de lege plek opnieuw opvult en kan herstellen. Wanneer de omstandigheden ongunstig zijn, kan dit zelfs leiden tot verwoestijning.

## Submicroklimaten
Naast microklimaten bestaan ook submicroklimaten op nog kleinere schaal, binnen afstanden van enkele meters. Bomen en bossen werken over het algemeen een vrij constante temperatuur en vochtigheid in de hand. De zonzijde van muren kan daarentegen een droog submicroklimaat geven met grotere temperatuurschommelingen. De submicroklimaten zijn zichtbaar in de zijden van objecten waar mos en korstmos groeien. Zo hebben bomen in Nederland meestal de meeste mosbegroeiing aan de westkant, de kant die de meeste door de wind verwaaide neerslag ontvangt.
Wanneer een boom omvalt met kluit en al, ontstaan er op een zeer kleine schaal diverse submicroklimaten door een wisselende vochtigheid en lichtinval. De omgevallen boom levert een open plek waar zon en regen vrij spel hebben. De temperatuur en vochtigheid zullen hierdoor sterker variëren dan in het omliggende bos. De schaduwzijde van de stam en de kluit is daarentegen weer koeler en vochtiger.

## Microklimaat wijnbouw

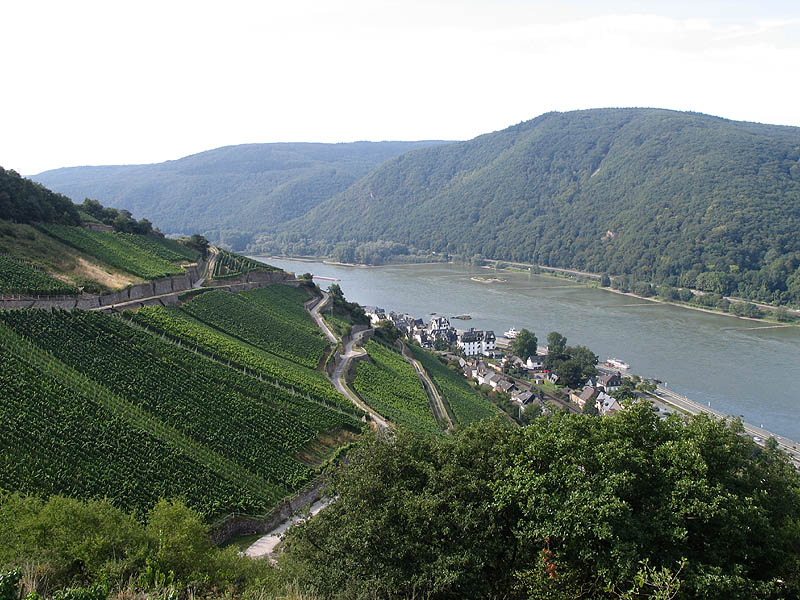
Het microklimaat voor wijnbouw is hier slechts aan één zijde van de rivier gunstig.

Wanneer het klimaat in een bepaalde streek algemeen te koud is en de grondsoort niet geschikt voor wijnbouw is - op bepaalde specifieke plaatsen - het aanleggen van wijngaarden toch zinvol.
Zo heerst langs rivieren een constanter klimaat dan in de omgeving. Hellingen langs rivieren ontvangen meer zonnewarmte als ze gunstig ten opzichte van de zon liggen. Het gesteente, dat mede smaakbepalend is voor een wijn, houdt warmte vast en regenwater wordt goed afgevoerd. Ook de rivier zelf dempt warmteveranderingen.

## Gebieden bekend om hun microklimaat
Benidorm, SpanjeBenidorm ligt achter een bergketen waardoor het slechte weer Benidorm minder vaak bereikt. Hierdoor krijgt Benidorm relatief veel zonuren.
Ticino, ZwitserlandVanwege de beschutte ligging aan de zuidkant van de Alpen gedijen in de lager gelegen delen en langs de meren van Ticino palmen en bananenbomen.
Schneelocher, OostenrijkDe zogenaamde Schneelocher in Oostenrijk zijn dalen die door de ligging op het noordwesten grotere hoeveelheden sneeuw ontvangen dan vergelijkbare gebieden.
Gaume, BelgiëDe Gaume is een streek die achter een heuvelrug wat verborgen ligt. Ook de mergelsteen in de ondergrond van de heuvel neemt warmte makkelijk op en houdt de warmte langer vast. De gemiddelde temperatuur is daardoor 2 tot 3 graden hoger. Door het zonnige microklimaat komen verschillende planten en insecten voor die nergens anders in België voorkomen zoals bidsprinkhanen en bepaalde vlinders.
Ahrdal, DuitslandHet Ahrdal heeft een redelijk geringe hoeveelheid neerslag. De reden is dat het dal van de Ahr aan de lijzijde van de Eifel ligt. De vochtige westenwinden van de Atlantische Oceaan hebben hun neerslag al laten vallen boven de heuvels van de Eifel en komen als droge winden hier uitgeregend aan. Vooral de middenloop van de Ahr kent lage hoeveelheden neerslag.
Hessische Bergstraße, DuitslandOvergangsgebied tussen de Rheingau en Baden met als voornaamste dorpen Bensheim en Heppenheim. De ligging tussen de Rijn in het westen en het Odenwald in het oosten zorgt hier voor een gunstiger klimaat met relatief veel zon en een vroeg begin van het voorjaar. Hierdoor is het een geschikt wijngebied.
Rheingau, DuitslandDeze Duitse wijnstreek ligt tussen het Taunusgebergte en de Rijn. De nabijheid van de Rijn, die hier bij wijze van uitzondering van oost naar west stroomt en breed is, is van grote invloed op het klimaat.
Bloemenriviera, ItaliëIn het Italiaanse Ligurië beschikt de Noord-Italiaanse kustregio over het voordeel van de bergen en de zee waardoor een microklimaat is ontstaan.
San Francisco, Verenigde StatenDe hoogteverschillen en invloed van de zee veroorzaken temperatuurverschillen tot 5 graden tussen de verschillende wijken. De San Francisco Bay Area als geheel kent ook, met name in de zomer, grote verschillen. In San Francisco kan bij op een gemiddelde zomerdag bijvoorbeeld heel goed bewolkt zijn bij 18 graden Celsius, in Oakland (landinwaarts, maar nog aan de baai) bewolkt en 21 graden Celsius, in Walnut Creek (40 km landinwaarts) 31 graden Celsius, en in Tracy (80 km landinwaarts) 35 graden Celsius.
Los Angeles, Verenigde StatenLos Angeles kent een soortgelijk zee-effect, wanneer koele zee-invloeden de stad bereiken. In de zomer zijn vaak de meer landinwaarts gelegen wijken 10 graden warmer dan het strand.
Gran Canaria, SpanjeDit eiland staat bekend als 'miniatuur-continent' vanwege de verschillende microklimaten.
Calgary, CanadaHoogteverschillen en de Chinook kunnen leiden tot grote temperatuurverschillen tussen de verschillende delen van de stad.
de Moorlands, Groot-BrittanniëDe kale onbeschutte hoge heides die in Groot-Brittannië bekend staan als moorlands kennen door de hoogte en openheid een extremer klimaat dan de omliggende gebieden. Wandelaars kunnen worden verrast door plotselinge koude regenbuien, bovendien valt er vaker sneeuw. De heuvel Brown Willy in Bodmin Moor, Cornwall veroorzaakt door de westelijke ligging en de hoogte het zogenaamde 'Brown Willy' effect: westerwinden stijgen op en krullen om de Brown Willy heen. Achter de top komen de stromen weer samen en veroorzaken een lange lijn van buien achter de Brown Willy.
de Scilly-eilanden, Groot-BrittanniëDe eilanden liggen midden in de Golfstroom, de stroming van warm water die vanuit de Golf van Mexico naar het noorden van Europa beweegt. Daardoor liggen de temperaturen op de eilanden hoger dan normaal. Omdat de eilanden tamelijk vlak zijn, kan de lucht er zonder problemen overheen waaien en valt er weinig regen. Ze krijgen overvloedig veel zon en het is er in vergelijking met het Britse vasteland het hele jaar door warm.
de Brocken, Duitsland
Door de omstandigheid dat aan de west-, noord- en oostzijde binnen een afstand van honderden tot duizenden kilometers geen hogere top heeft, ligt de berg zeer onbeschut. Hierdoor kent de Brocken een extremer klimaat dan vergelijkbare toppen en groeien er geen bomen op de top.
Luxemburg, LuxemburgDe hoogteverschillen binnen de gemeente (van 200 m in de Grund tot ruim 400 m op de Kirchberg) veroorzaken verschillen in temperatuur en neerslag. De Kirchberg heeft hierdoor 's winters een iets lagere temperatuur en ontvangt de meeste neerslag. De lagere delen hebben een wat hogere temperatuur en bovendien, met name bij steilere hellingen, een beschutte ligging.
Korčula, KroatiëOp het eiland is een groot bospark aanwezig, genaamd Hober. Het is een dichtbegroeide omgeving met veelal een dichte bebossing met vooral steeneiken, aleppodennen.